# Il circolo degli anelli
Il circolo degli anelli è stato un programma televisivo italiano sportivo della Rai.
Il programma è andato in onda su Rai 2 in prima serata dal 23 luglio all'8 agosto 2021 in occasione dei Giochi della XXXII Olimpiade, svoltisi a Tokyo. 
Condotto e ideato da Alessandra De Stefano, il programma ha visto la partecipazione degli ex campioni olimpici Jury Chechi e Sara Simeoni nel ruolo di opinionisti fissi. Autori del programma sono Giorgia Buran, Amabile Stifano, Roberto Testarmata. 
Il programma è stato uno dei pochi della Rai a non essere disponibile online su RaiPlay, in quanto i diritti per la ritrasmissione dei Giochi olimpici in streaming via Internet sono detenuti da Discovery. 
La seconda edizione del programma, rinominato Il circolo dei mondiali, è andata in onda dal 21 novembre al 18 dicembre 2022, in occasione del Campionato mondiale di calcio 2022; il programma era collocato nella seconda serata di Rai 1, in coda all'ultima partita della giornata, e anche in streaming su RaiPlay – essendo la TV pubblica in quest'occasione detentrice dei diritti per la trasmissione dell'evento –, dove andava in onda la seconda parte dalle 23:40 alle 00:10.

## Il programma
Nel programma sono state raccontate e analizzate le gare olimpiche svoltesi nella stessa giornata, con la partecipazione di ospiti in studio, interviste e collegamenti con atleti olimpici italiani e i loro familiari. Tra gli ospiti del programma vi sono stati diversi ex atleti, tra cui Domenico Fioravanti, Stefano Garzelli, Elisa Di Francisca, Flavia Tartaglini e Consuelo Mangifesta presenti in maniera ricorrente nel corso delle puntate.
Facevano parte del cast del programma con rubriche da loro curate: il giornalista Diego Antonelli, Ubaldo Pantani, il deejay Nicola Pigini e la scrittrice Laura Imai Messina. Col passare delle puntate, il programma, anche grazie ai successi degli atleti azzurri nella seconda settimana, ha riscosso un successo mediatico e social sempre maggiore, tanto da triplicare gli ascolti rispetto alla prima puntata, andata in onda il 23 luglio, e chiudere con un media di quasi 1,2 milioni di spettatori e l'8,11% di share. Autori della trasmissione: Amabile Stifano, Giorgia Buran e Roberto Testarmata.
Il 24 agosto 2021, dalle 21:25 in poi, per festeggiare il mese esatto dalla prima puntata del programma, e in concomitanza con l'inizio dei XVI Giochi paralimpici estivi, su Twitter ha avuto luogo una reunion con materiale inedito registrato dai protagonisti, con l'obiettivo di fare tornare l’hashtag #ilCircolodeglianelli trending topic; a occuparsi dell'organizzazione e del coordinamento di questa "coda" social della trasmissione fu Diego Antonelli che nel gruppo di presenze fisse del Circolo era l'esperto di questioni Social e Web .

## Edizioni
| Edizione | Rete televisiva | Rete televisiva | Titolo del programma                   | Periodo          | Periodo          | Puntate | Conduzione            | Cast fisso  | Cast fisso   | Cast fisso      | Evento seguito                       | Studio             |
| Edizione | TV              | Web             | Titolo del programma                   | Inizio           | Fine             | Puntate | Conduzione            | Cast fisso  | Cast fisso   | Cast fisso      | Evento seguito                       | Studio             |
| -------- | --------------- | --------------- | -------------------------------------- | ---------------- | ---------------- | ------- | --------------------- | ----------- | ------------ | --------------- | ------------------------------------ | ------------------ |
| 1ª       | Rai 2           | –               | Il circolo degli anelli                | 23 luglio 2021   | 8 agosto 2021    | 17      | Alessandra De Stefano | Jury Chechi | Sara Simeoni | Non presente    | Giochi olimpici di Tokyo 2020        | TV3 CPTV di Milano |
| 1ª       | Rai 2           | –               | Il circolo degli anelli sotto l'albero | 21 dicembre 2021 | 21 dicembre 2021 | 1       | Alessandra De Stefano | Jury Chechi | Sara Simeoni | Diego Antonelli | Gesta degli atleti italiani del 2021 | TV3 CPTV di Milano |
| 2ª       | Rai 1           | RaiPlay         | Il circolo dei mondiali                | 21 novembre 2022 | 18 dicembre 2022 | 22      | Alessandra De Stefano | Jury Chechi | Sara Simeoni | Diego Antonelli | Campionato mondiale di calcio 2022   | TV3 CPTV di Milano |

### Il circolo degli anelli (estate 2021)
La prima edizione, con il titolo Il circolo degli anelli, è andata in onda su Rai 2 in prima serata dal 23 luglio all'8 agosto 2021 in occasione dei Giochi olimpici di Tokyo 2020.

#### Ascolti
| Puntata | Messa in onda  | Telespettatori | Share  |
| ------- | -------------- | -------------- | ------ |
| 1       | 23 luglio 2021 | 607 000        | 4,0%   |
| 2       | 24 luglio 2021 | 782 000        | 5,6%   |
| 3       | 25 luglio 2021 | 1 002 000      | 6,4%   |
| 4       | 26 luglio 2021 | 948 000        | 5,6%   |
| 5       | 27 luglio 2021 | 1 163 000      | 7,0%   |
| 6       | 28 luglio 2021 | 1 002 000      | 6,4%   |
| 7       | 29 luglio 2021 | 960 000        | 6,3%   |
| 8       | 30 luglio 2021 | 906 000        | 6,1%   |
| 9       | 31 luglio 2021 | 1 063 000      | 7,5%   |
| 10      | 1º agosto 2021 | 1 885 000      | 12,5%  |
| 11      | 2 agosto 2021  | 1 416 000      | 9,0%   |
| 12      | 3 agosto 2021  | 1 309 000      | 9,0%   |
| 13      | 4 agosto 2021  | 1 253 000      | 8,9%   |
| 14      | 5 agosto 2021  | 1 391 000      | 9,2%   |
| 15      | 6 agosto 2021  | 1 936 000      | 14,6%  |
| 16      | 7 agosto 2021  | 1 329 000      | 10,46% |
| 17      | 8 agosto 2021  | 1 289 000      | 9,4%   |
| Media   | Media          | 1 191 000      | 8,11%  |

### Il circolo degli anelli sotto l'albero (Natale 2021)
Il 21 dicembre 2021 il programma è tornato in onda per una puntata speciale, in cui sono state ripercorse le gesta degli atleti italiani nell'anno in fase di conclusione. Condotta da Alessandra De Stefano con la partecipazione di Diego Antonelli, Jury Chechi e Sara Simeoni, alla puntata hanno preso parte Domenico Fioravanti, Elisa Di Francisca, Nicola Pigini e Ubaldo Pantani.

#### Ascolti
| Puntata | Messa in onda    | Telespettatori | Share |
| ------- | ---------------- | -------------- | ----- |
| 1       | 21 dicembre 2021 | 359 000        | 1,96% |

### Il circolo dei Mondiali (autunno 2022)
Il programma è andato in onda dal 21 novembre al 18 dicembre 2022 dedicato al Campionato mondiale di calcio. In quest'occasione la trasmissione va in onda su Rai 1 (il 26 novembre, il 2, il 17 e il 18 dicembre su RaiPlay) ogni giorno dalle 22:00 alle 23:00 e su RaiPlay dalle 23:00 alle 00:10 (il 26 novembre, il 2, il 17 e il 18 dicembre dalle 22:00 alle 00:10); alcune puntate, come quella della finale, vanno in onda esclusivamente su RaiPlay. Alla conduzione rimane Alessandra De Stefano affiancata ancora una volta da Jury Chechi, Sara Simeoni e Diego Antonelli, oltre a Gianfelice Facchetti con il suo spazio Storie mondiali Umberto Martini inviato per il programma e diversi ospiti ricorrenti come Alessandro Antinelli, Claudio Marchisio, Andrea Stramaccioni, Daniele Adani (collegati dal Qatar), Fulvio Collovati, Marco Tardelli, Giuseppe Signori, Federico Bernardeschi, Bruno Giordano, Adriano Panatta e Laura Imai Messina.

#### Ascolti
| Puntata | Messa in onda    | Telespettatori | Share  |
| ------- | ---------------- | -------------- | ------ |
| 1       | 21 novembre 2022 | 1 164 000      | 7,1%   |
| 2       | 22 novembre 2022 | 1 358 000      | 8,2%   |
| 3       | 23 novembre 2022 | 1 736 000      | 9,7%   |
| 4       | 24 novembre 2022 | 1 795 000      | 10%    |
| 5       | 25 novembre 2022 | 1 549 000      | 8,5%   |
| 6       | 26 novembre 2022 | N.D.           | N.D.   |
| 7       | 27 novembre 2022 | 1 778 000      | 9,6%   |
| 8       | 28 novembre 2022 | 1 908 000      | 10,2%  |
| 9       | 29 novembre 2022 | 1 787 000      | 9,8%   |
| 10      | 30 novembre 2022 | 2 014 000      | 11%    |
| 11      | 1º dicembre 2022 | 2 276 000      | 12,6%  |
| 12      | 2 dicembre 2022  | N.D.           | N.D.   |
| 13      | 3 dicembre 2022  | 2 198 000      | 12,7%  |
| 14      | 4 dicembre 2022  | 1 589 000      | 8,6%   |
| 15      | 5 dicembre 2022  | 1 837 000      | 9,77%  |
| 16      | 6 dicembre 2022  | 2 192 000      | 12,12% |
| 17      | 9 dicembre 2022  | 2 804 000      | 19%    |
| 18      | 10 dicembre 2022 | 2 795 000      | 16,4%  |
| 19      | 13 dicembre 2022 | 2 531 000      | 14,1%  |
| 20      | 14 dicembre 2022 | 2 806 000      | 15,74% |
| 21      | 17 dicembre 2022 | N.D.           | N.D.   |
| 22      | 18 dicembre 2022 | N.D.           | N.D.   |
| Media   | Media            | 2 007 000      | 11,40% |